# Fènix de Tebes
Fènix de Tebes (en llatí Phoenix, en grec antic Φοι̂νιξ) fou un militar de Tebes, cap de la revolta de la ciutat contra el rei Alexandre el Gran.
El conqueridor macedoni quan va arribar davant la ciutat va demanar la seva entrega i la de l'altre cap rebel Protites. Els tebans van rebutjar l'entrega i van demanar a Alexandre, en to de burla, que els entregués a Filotes i Antípater, segons explica Plutarc.